# Canton du Moule-1
Le canton du Moule-1 est une ancienne division administrative française, située dans le département de la Guadeloupe et la région Guadeloupe.

## Composition
Le canton du Moule-1 comprenait une fraction de commune :
- Le Moule, fraction de commune

## Représentation

### Ancien canton du Moule (1945 à 1955)
| Période                                                 | Période | Identité     | Étiquette | Qualité                                               |
| ------------------------------------------------------- | ------- | ------------ | --------- | ----------------------------------------------------- |
| 1945                                                    | 1955    | Rosan Girard | PCG       | Médecin Maire du Moule (1945-1953) Député (1946-1958) |
| Les données antérieures ne sont pas encore mentionnées. |         |              |           |                                                       |

### Canton du Moule-1 (1955 à 2015)
| Période                                  | Période          | Identité                               | Étiquette             | Qualité                                                                                              |
| ---------------------------------------- | ---------------- | -------------------------------------- | --------------------- | --- |
| 1955                                     | 1979             | Césario Siban (1917-2009)              | PCG → DVG             | Principal de collège, Le Moule                                                                       |
| 1979                                     | 1985             | Rosan Girard                           | DVG (ex-PCG)          | Docteur en médecine Maire du Moule (1945-1953, 1957-1962, 1971-1977) Député (1946-1958)              |
| 1985                                     | 2002 (démission) | Gabrielle Louis-Carabin                | DVG puis RPR puis DVD | Agent de contrôle Maire du Moule depuis 1989 Députée (2002-2017)                                     |
| 2002                                     | 2011             | Germaine Guizonne-Lacréole (1949-2017) | PPDG→FGPS             | Vice-présidente du conseil général Conseillère régionale (2004-2010) Conseillère municipale du Moule |
| 2011                                     | 2011 (démission) | Gabrielle Louis-Carabin                | DVG                   | Maire du Moule depuis 1989 Députée (2002-2017)                                                       |
| 2011                                     | 2015             | Daniel Dulac                           | DVG                   | Enseignant Conseiller municipal du Moule                                                             |
| Les données manquantes sont à compléter. |                  |                                        |                       | |

### Depuis 2015
Voir canton du Moule.